# 魏刚街

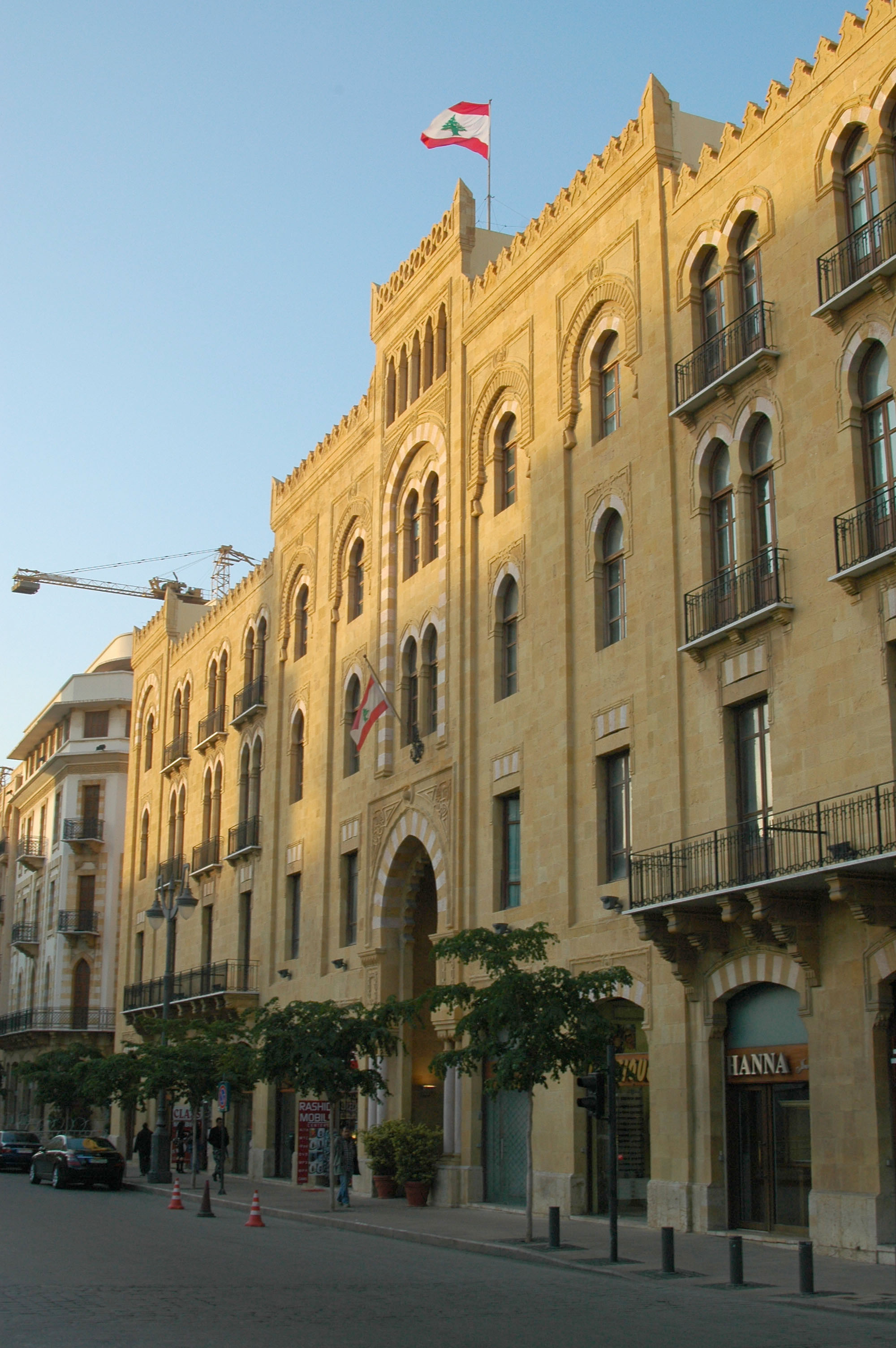
魏刚街的市政厅

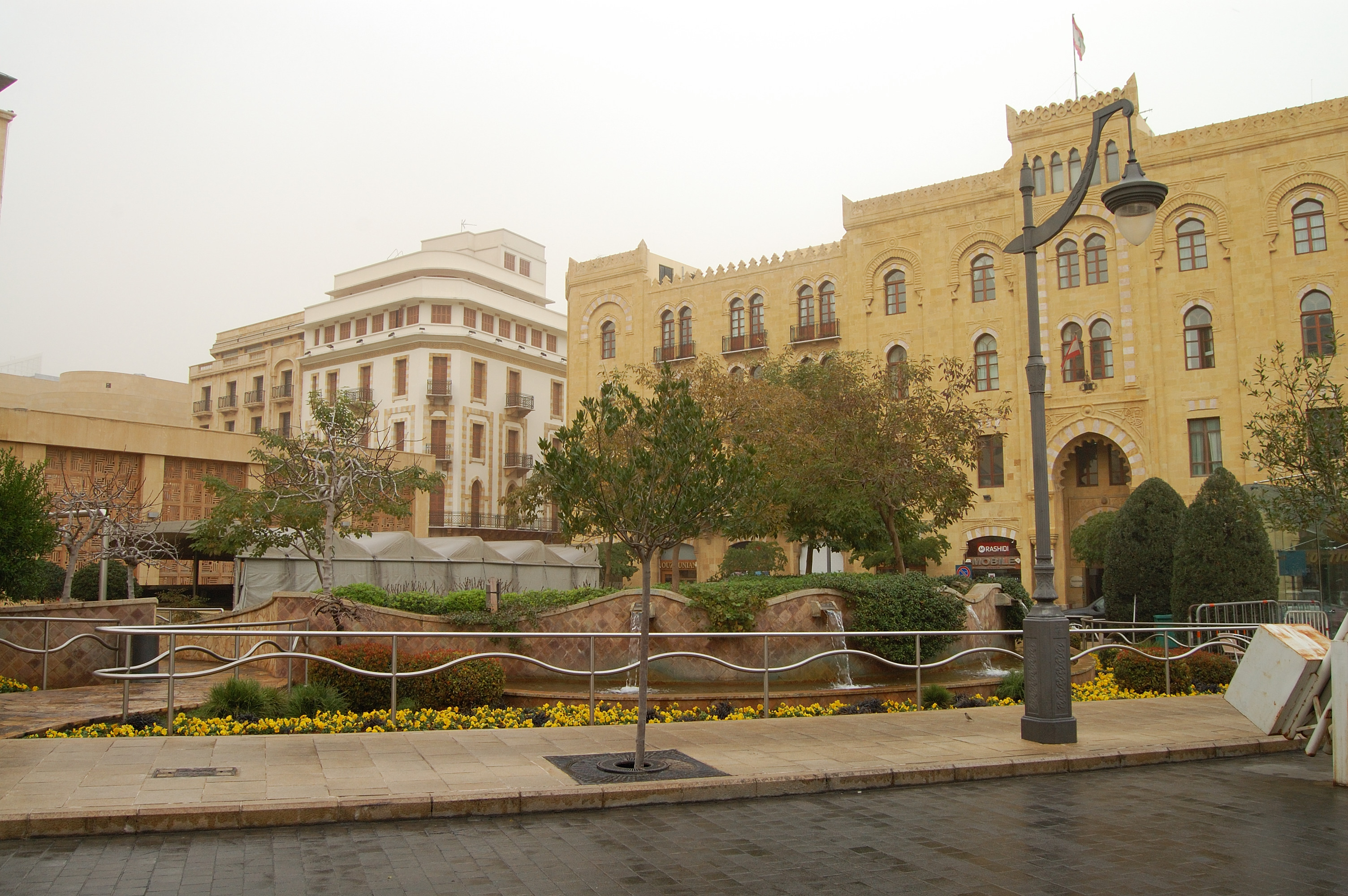
魏刚街

魏刚街（Rue Weygand）是黎巴嫩首都贝鲁特中央区的一条街道。最初,这条街名为新街（Rue Nouvelle），是1915年现代化计划的一部分，而新建的一条干道。 这条街建成以后，以法屬敘利亞及黎巴嫩託管地高级专员马克西姆·魏刚（Maxime Weygand，1923年4月19日-1924年11月29日）命名。
法国考古学家让•劳夫雷（Jean Lauffray）称，魏刚街正是沿着古罗马时期的德库马努斯·马克西莫斯（东西干道）。 这条街上不仅发现了罗马帝国和东罗马帝国的马赛克地面，而考古挖掘发现的证据表明，甚至早在腓尼基希腊化之前，这条街就已经是一个商业中心。
战前，2路电车从灯塔站（Gare du Phare）经魏刚街开往达马斯街（Rue de Damas）。
魏刚街为东西走向，开始于乔治·哈达德大道（Boulevard George Haddad），变成乔治·皮科特街（Rue Georges Picot），穿过瓦迪·阿布·贾米尔（Wadi Abu Jamil）犹太区。 贝鲁特市政厅位于这条街上，还有设计师商店和酒店，如 Le Gray。 贝鲁特市场（Beirut Souks）也位于魏刚街。